# Carpetbagger

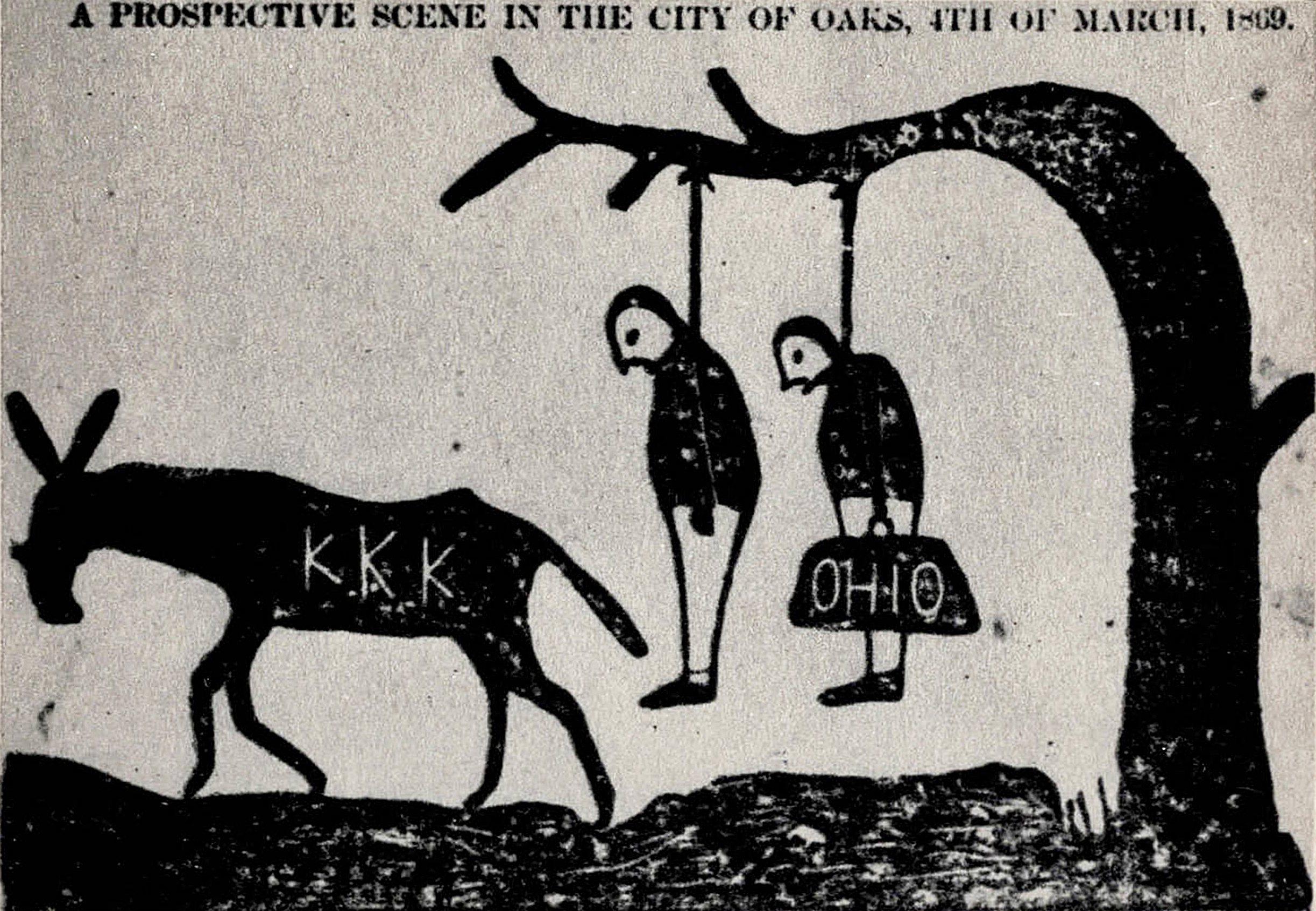
Caricatura donde el Ku Klux Klan amenaza con linchar a los Carpetbaggers, en Tuscaloosa, Alabama. Independent Monitor, 1868.

El término carpetbagger ("aventurero", "oportunista") nació en los Estados Unidos en el siglo XIX, como una denominación política peyorativa, y se aplicó originalmente después de la Guerra de Secesión a los norteños que se mudaban a los estados del sur, entre los años 1865 y 1877. 
La denominación derivaba del término bolsa de alfombra, o carpet bag en inglés, que era una manera barata de construir una maleta de viaje a partir de una alfombra en mal estado. Inicialmente, el término llevaba la connotación de designar a alguien que emigraba a otro Estado de la Unión (especialmente al Sur) solamente interesado en conseguir un beneficio de modo abusivo o ilegal, sin la intención última de establecerse definitivamente en dicha región y perjudicando a la población local.

## Historia
Los carpetbaggers eran usualmente blancos provenientes de los estados del Norte que se habían mantenido leales al gobierno federal de Washington D. C. y que acudían a los estados del Sur por diversos motivos. Muchos de ellos eran abolicionistas, ministros religiosos y personas con intenciones sinceramente reformistas y altruistas, cuya finalidad para emigrar era auxiliar a la gran masa de esclavos negros recién liberados (y muchas veces abandonados a su suerte por las nuevas autoridades) o socorrer a la población de blancos del sur que sufrían los estragos de la Guerra de Secesión, trabajando en el sur como maestros de escuela, clérigos, pequeños comerciantes, abogados o periodistas. 
No obstante, muchos otros carpetbaggers eran rechazados por la población sureña al acusarlos de ser simples oportunistas que trataban de aprovechar la victoria de la Unión en la Guerra de Secesión para acaparar los cargos políticos que habían quedado vacantes en el Sur, otros eran acusados de simplemente conseguir beneficios mediante el abuso de poder en los antiguos Estados confederados, aprovechando el empobrecimiento de gran parte de la élite local tras la contienda, y de pensar solo en beneficiarse lo más posible para retornar a sus Estados de origen en el Norte. 
De hecho, el establecimiento de un gobierno militar en los Estados del Sur, basado en tropas de la Unión, motivó que muchos individuos llegados del Norte, a veces sin experiencia ni conocimientos en cargos administrativos, lucharan duramente por conseguir algunos de los muchos cargos públicos que habían quedado vacantes en el Sur, con el fin de enriquecerse lo más rápidamente posible  a costa de la población. 
Los carpetbaggers fueron tachados de oportunistas maliciosos que veían al Sur como "zona conquistada" para explotarla en su propio beneficio, perjudicando a la población local. De hecho los abusos de algunos carpetbaggers, que en escaso tiempo habían asumido posiciones de autoridad en zonas que nunca habían conocido, provocaron un resentimiento que después fue pretexto para que surgiera el primer Ku Klux Klan, que se dedicó a amenazar a estos norteños entre 1865 y 1871. 
El número de los "carpetbagers" empezó a reducirse en los últimos años de la Reconstrucción cuando los blancos del Sur pudieron ocupar nuevamente cargos públicos, hasta que el Compromiso de 1877 reconoció plenos derechos ciudadanos a los blancos del Sur y restauró la influencia política de estos, lo cual motivó que cesara el masivo flujo de emigrantes desde el Norte. 
A partir de 1900, el término se utilizó en la jerga política de Estados Unidos para denominar a los "cuneros", políticos que emigran solamente buscando sacar ventajas electorales en territorios que son supuestamente distintos a su lugar de origen, o en zonas donde nunca antes han residido ni visitado.